# Parres (Parres)
Parres es una parroquia del concejo español del mismo nombre, perteneciente al Principado de Asturias.

## Historia
A finales del siglo XIX, la parroquia, ya por entonces parte del concejo de Parres, tenía contabilizada una población de 800 habitantes. Aparece descrita en el Diccionario geográfico y estadístico de Asturias (1897) de José González Aguirre con las siguientes palabras:

PARRES (San Juan): parr. del conc. de su nombre, part. jud. de Cangas de Onís, á 9 leguas de Oviedo, 1 de Cangas y ½ de Arriondas, sit. al O. de Cangas y al E. de las Arriondas en terreno quebrado, con buena ventilación y clima muy saludable: Comprende los l. de Bada, Llago, San Martín, Roza y Ballobil. Confina con los montes de Sebares, Biabaño y Llerandi. Crúzanle de S. á N. algunos arr. que desaguan en el Sella. Produce cereales, legumbres, buenas frutas y abundantes pastos; cría mucho ganado vacuno, de cerda, lanar y cabrío. Pobl. 185 vec., 800 habitantes.
(González Aguirre, 1897, p. 268)

En 2022, tenía empadronados 384 habitantes.